# Либерально-демократическая партия Советского Союза
Либера́льно-демократи́ческая па́ртия Сове́тского Сою́за — правоцентристская, позже правая политическая партия в СССР. Создана в декабре 1989 года, как вторая на тот момент, после Демократического союза, оппозиционная КПСС партия. Поскольку юридически запрет на многопартийность в СССР был снят только в марте следующего, 1990 года, можно сказать, что первые месяцы партия существовала нелегально.

## История
Инициативная группа под названием «Либерально-демократическая партия» сложилась летом-осенью 1989 года вокруг Владимира Валентиновича Богачёва, покинувшего Демократическую партию Льва Убожко (отколовшуюся в свою очередь от Демократического Союза).
Осенью 1989 года к Богачёву присоединился Владимир Жириновский, автор программы «Программа Социал-демократической партии России», написанной в 1988 году. Программа была переименована и стала «проектом Программы Либерально-демократической партии России» 13 декабря 1989 года, после организационного собрания на квартире В. Богачёва. Первоначально в содержание проекта было внесено только одно изменение: слово «социал-» везде было заменено на «либерально-». На начало 1990 года в партии состояло 13 человек.
Несмотря на столь малую численность, партия получила широкую рекламу в советской и коммунистической прессе. О создании партии было объявлено по советскому радио в первых числах марта 1990 года, сразу же после объявления об избрании М. С. Горбачёва на должность Президента СССР. Жириновский дал интервью ряду партийных изданий, провёл несколько пресс-конференций в пресс-центре ЦК КПСС совместно с другим деятелем легальной оппозиции, руководителем так называемого «Союза демократических сил им. Сахарова» В. В. Ворониным.
На Учредительном съезде 31 марта 1990 года, который прошёл в ДК им. Русакова, группа Богачёва—Жириновского стала называться Либерально-демократической партией Советского Союза (ЛДПСС). Было объявлено, что ЛДПСС объединяет «более трёх тысяч человек из 31 региона страны и является первой оппозиционной партией в СССР». Печатный орган— газета «Речь». Партия «борется за деидеологизацию, десталинизацию общественной жизни, против любой диктатуры, господства одной идеологии, монополии одной партии.., выступает против любых войн, насильственного свержения конституционных правительств в правовых государствах.., против культа личности, вождизма, идолопоклонства, почитания классиков в политике, привязки общественного сознания к одной теории. Догматизм и уравниловка не приемлемы для ЛДПР. ЛДПР — партия всех слоев общества, открыта для вступления всем гражданам без рекомендаций и решений собраний первичных парторганизаций» (из представленной Программы ЛДПР (ЛДПСС)).
6 октября 1990 года по инициативе Богачёва в Москве состоялся II чрезвычайный съезд Либерально-демократической партии Советского Союза (ЛДПСС). На нём исключили из партии её лидера Владимира Жириновского за возможное сотрудничество с КГБ. Вскоре после завершения съезда последовали заявления о его неправомочности. 8 октября Богачёв и его сторонники были исключены из партии Жириновским.
12 апреля 1991 года партия была зарегистрирована Министерством юстиции СССР как ЛДПСС (Либерально-демократическая партия Советского Союза).
На президентских выборах в РСФСР в 1991 года Владимир Жириновский набрал 7,81 % голосов, заняв третье место.
Во время событий 19-21 августа 1991 года Жириновский «по поручению ВС ЛДПСС» сделал заявление о «поддержке перехода всей полноты власти в СССР к ГКЧП СССР, восстановления действия Конституции СССР на всей территории страны». 22 августа 1991 года мэр Москвы Гавриил Попов приостановил деятельность ЛДПСС в Москве. После провала и самороспуска ГКЧП партия получила предупреждение от Министерства юстиции, после чего члены Высшего совета ЛДПСС объявили сами себе за поддержку ГКЧП выговор. Следственная группа по делу ГКЧП подготовила против В. Жириновского обвинения по шести статьям, однако предъявлены они не были.
В декабре 1991 года ЛДПСС осудила Беловежское соглашение Ельцина — Кравчука — Шушкевича, проводила митинги против распада СССР.
18-19 апреля 1992 года в Москве прошёл III съезд ЛДП, на котором присутствовало, по официальным данным, 627 делегатов из 43 регионов. В апреле 1992 года ЛДПСС была реорганизована в Либерально-демократическую партию России (ЛДПР). Председателем партии вновь был избран В. Жириновский, его заместителем — Ахмет Халитов.
ЛДПСС распалась на несколько партий на территории бывшего СССР:
- Либерально-демократическая партия России — прямой наследник.
- Либерально-демократическая партия (Белоруссия)
- Либерально-демократическая партия Украины — партия, вышедшая из блока и объявившая о своей прозападной ориентации.

Позже была основана прорусски настроенная, фактически также контролируемая блоком Либерально-демократическая партия Приднестровья.
Все остальные либерально-демократические партии на постсоветском пространстве не входили в ЛДПСС и не придерживаются данной идеологии.